# Final Fantasy IX
Final Fantasy IX (яп. ファイナルファンタジーIX, Фаинару Фантадзи: Наин) — японская ролевая игра, разработанная и выпущенная компанией Square (ныне Square Enix), девятая часть серии видеоигр Final Fantasy. Релиз состоялся в 2000 году в Японии и Северной Америке, в 2001 году Final Fantasy IX была издана в PAL-регионе. Игра стала третьей (и последней) по счёту частью, вышедшей на приставке PlayStation, не считая ответвления Final Fantasy Tactics.
Действия игры происходят в вымышленном волшебном мире под названием Гея. Сюжет основан на военном противостоянии между несколькими нациями, разожжённом амбициозной королевой Браной. Игрок отслеживает историю молодого вора по имени Зидан Трибал, который объединяется с некоторыми другими персонажами для того, чтобы остановить эту злую королеву и вернуть на землю мир. Ситуация резко меняется, когда герои узнают, что Брана была лишь марионеткой в руках злого гения по имени Куджа.
Атмосфера Final Fantasy IX сильно отличается от игр-предшественниц Final Fantasy VII и Final Fantasy VIII. Авторы решили использовать более традиционные фэнтэзийные элементы, игра впитала дух оригинальной Final Fantasy и получилась похожей на ранние части. Саундтрек был написан ведущим композитором компании Нобуо Уэмацу и стал последней его эксклюзивной работой для Final Fantasy. Игра получила множество положительных отзывов и многими критиками была признана лучшей в серии. К 31 марта 2003 года по всему миру было продано 5,08 млн копий игры.

## Игровой процесс

### Навигация
В Final Fantasy IX игрок управляет несколькими героями, путешествующими в огромном игровом мире, исследует различные локации и взаимодействует с неигровыми персонажами. Большинство событий происходит в городах, подземельях, пещерах и других местах, отображённых на мировой карте, трёхмерные фигуры персонажей при этом перемещаются по двухмерным пререндерным полям. Для удобства обследования локаций в Final Fantasy IX введена система восклицательных и вопросительных знаков, которые время от времени появляются над головой главного героя, указывая тем самым, что в данном месте есть что-то интересное. В ходе прохождения игрок периодически обращается к повсеместно распространённым маленьким существам «муглам», которые позволяют сохранять игру, с помощью палатки восстанавливать жизни и ману, а также торговать различными предметами — всё это является отсылкой к ранним частям серии, где точки сохранения имели те же самые функции. Кроме того, муглы иногда просят игровых персонажей помочь с доставкой писем для почтовой сети «Могнет».
Путешествия происходят на полностью трёхмерном игровом поле, где впервые в серии стало возможным перемещение камеры обзора по направлению «вверх-вниз». Игрок свободно передвигается по любым территориям кроме моря и гор, для преодоления этих географических преград могут использоваться чокобо, лодки и воздушные корабли. Как и в предыдущих частях Final Fantasy, перемещение по карте мира сопровождается случайными схватками со случайными противниками.
Final Fantasy IX добавляет новый элемент в процесс обследования городов — так называемую систему «Событий в реальном времени» («Active Time Events» или сокращённо «ATE»), которая позволяет игроку отслеживать тонкости сюжета и получать некоторые бонусные предметы путём мгновенного перемещения камеры обзора в другую точку игровой локации. Эта система также может быть использована для переключения между двумя группами персонажей во время решения головоломок и прохождения лабиринтов.

### Битва

Битва с боссом. Пока Штайнер атакует, Зидан ожидает команды игрока

Каждый раз, когда игровые персонажи встречаются с врагом, действие переносится на «поле битвы». На поле битвы враги всегда располагаются с противоположной стороны от персонажей, и каждое сражение происходит по классическому принципу «Битвы в реальном времени» (Active Time Battle), который впервые был применён ещё в Final Fantasy IV. Набор доступных команд появляется в окне слева от индикаторов накопления ATB. Помимо использования простых физических атак и предметов из инвентаря, каждый персонаж может применять свои уникальные приёмы и навыки. Например, вор Зидан может красть у врагов предметы, призыватели Эйко и Гарнет способны призывать на помощь огромных монстроподобных существ «эйдолонов», а волшебник Виви для повреждения и уничтожения противников использует чёрную магию.
Уникальные команды персонажей коренным образом изменяются, когда те впадают в «транс». Это состояние активируется через определённые промежутки времени, после того, как персонаж получает определённое количество повреждений. Транс стал заменой «предельным ударам», которые до этого применялись в Final Fantasy VII и Final Fantasy VIII. Помимо добавления некоторых команд, транс также на короткий промежуток времени увеличивает физическую силу персонажа, давая, таким образом, ему преимущество перед врагами. В меню управления Зиданом, например, появляется команда «Рывок», которая позволяет применять мощнейшие удары, у Виви команда «Чёрная магия» заменяется приёмом «Двойная чёрная», который позволяет использовать сразу два заклинания за один ход. В меню настроек игрок может изменить стоящий по умолчанию «Нормальный» стиль битвы на «Установленный», который оставляет в управлении игрока только двух персонажей, в то время как двое других будут находиться под контролем искусственного интеллекта.
Успешность выступления персонажа в битве во многом зависит от величины его индивидуальных характеристик, таких как скорость, сила, магия, защита и др. Характеристики персонажа зависят от количества накопленного в ходе сражений опыта. После побед в битвах персонажам начисляются так называемые «очки опыта», определённое количество которых приводит к повышению «уровня». По мере возрастания уровня увеличивается и набор способностей персонажа, которые также могут быть выучены путём ношения различной экипировки. После окончания битвы игрок обычно награждается деньгами (в игре называемыми «гилями»), игральными картами Tetra Master и очками способностей (AP).

### Экипировка и способности
В Final Fantasy IX класс героев определён заранее, и каждый из них обладает уникальными способностями, которые конкретно указывают на роль данного персонажа в битве. К примеру, чёрный маг Виви — единственный участник команды, способный использовать чёрную магию; рыцарь Штайнер — единственный, кто владеет техниками сражения с помощью меча.
Главной функцией обмундирования в играх Final Fantasy всегда было повышение характеристик персонажей — надевая мифриловый жилет, например, Зидан увеличивает базовый показатель защиты. Но в Final Fantasy IX оружие и броня ещё и содержат в себе специальные возможности, которые персонаж может использовать, соответственно экипируясь. При накоплении в битвах определённого количества очков способностей возможности этих предметов становятся доступными даже после их снятия. Кроме того, доспехи повышают некоторые показатели героев не только на период их использования, но ещё и дают определённые бонусы при переходе персонажа с одного уровня на другой.
Все способности в игре подразделяются на две категории: действия и поддержки. Способности действия поглощают магические очки (MP), а в битвах применяются для сотворения магических заклинаний и выполнения специальных приёмов. Способности поддержки, в свою очередь, имеют постоянное действие (например, способность «Антитела» перманентно нейтрализует эффекты ядовитых и отравляющих атак). Способности поддержки активируются при помощи магических камней, количество которых зависит от уровня определённого персонажа.

## Игровой мир

Географическая карта Геи

Действие в Final Fantasy IX, главным образом, разворачивается на четырёх континентах, которые объединены в мир под названием Гея (созвучно с Геей из Final Fantasy VII, однако не имеет с ней ничего общего). Основное население проживает на Туманном Континенте, названном так из-за того, что все его земли окутаны туманом. Территории вне Туманного Континента — Внешний, Потерянный и Забытый Континенты — изначально закрыты и становятся доступными только к середине игры. Некоторые локации, такие как параллельный мир Терра и мир сновидений Мемория, находятся за пределами основного мира. На Туманном Континенте располагаются четыре фракции: Александрия, Линдблюм, Бурмеция и Клейра. Каждое государство ограждено горными хребтами; Клейранская цивилизация располагается на гигантском дереве в пустыне, защищённом песчаным вихрем, вызванным местными колдунами.
Помимо людей на Гее проживает множество других фэнтэзийных народов, многие из которых являются антропоморфными. Бурмецианцы — человекоподобные крысы — населяют земли Бурмеции и Клейры. Клейранцы отличаются любовью к танцам, и во время начала военных действий принимают у себя бурмецианских беженцев. Гномы — низкорослые гуманоидные существа, обосновавшиеся в деревне Конде Пити на Внешнем континенте. Геномы — хранилища для душ терранцев, предназначенные для перемещения последних в Гею. Призыватели — раса, похожая на людей, но отличающаяся наличием рога на голове. Представлена в игре всего двумя персонажами (Гарнет и Эйко) — все остальные были уничтожены во время атаки терранцев на столицу Мадайн Сари. И, наконец, раса ку-а-лардж — андрогинные существа с огромным длинным языком, которые являются большими гурманами. Обитают на камышовых болотах по всему миру, где занимаются отловом и поеданием лягушек.
Авторы Final Fantasy IX с самого начала делали уклон в пользу создания более «фэнтэзи-ориентированного» мира, коренным образом отличающегося от предыдущих частей серии, издававшихся для приставки PlayStation. Игра уходит от футуристических стилей Final Fantasy VII и Final Fantasy VIII и пропитывается духом средневековья. Какие-либо механические технологии находятся только на пороге зарождения, в то время как основными источниками энергии остаются ветер и вода; некоторые двигатели работают также на вездесущем тумане. Продолжая тему средневековья, в сеттинге были задействованы многие элементы германо-скандинавской и северо-европейской мифологии. Вместе с тем, мир Final Fantasy IX напоминает Европу эпохи Просвещения не в меньшей степени, чем средневековую: в игре показаны примитивная, но быстро развивающаяся промышленность, учёные, развитая абсолютная монархия, костюмы большинства персонажей вызывают ассоциации более с XVII-XIX веками, чем со средневековьем. Специально для этой цели главный директор проекта, Хироюки Ито, сконцентрировал внимание команды разработчиков на европейской истории, считая её весьма «глубокой» и «драматичной». Также официальный сайт Final Fantasy IX утверждает, что планирование игрового мира осуществлялось путём смешивания наиболее удачных находок прошлых частей серии с новыми игровыми элементами.

### Персонажи
Главную роль в Final Fantasy IX играют восемь основных персонажей:

Восемь главных персонажей, слева направо: Квина, Фрея, Эйко, Гарнет, Зидан, Штайнер, Виви и Амарант

- Зидан Трибал (яп. ジタン・トライバル) — оптимистичный и очень дружелюбный парень с обезьяним хвостом и обезьяними повадками, хороший друг и выдающийся боец, член группы разбойников под названием Танталус. Будучи бездомным ребёнком, попросился в банду и нашёл приют у атамана Баку. Большое внимание уделяет женскому полу.
- Гарнет Тил Александрос XVII (яп. ガーネット・ティル・アレクサンドロス17世（ダガー）) (по прозвищу «Даггер» — Кинжал) — принцесса Александрии, которая имеет необъяснимую связь с эйдолонами;
- Виви Орнитир (яп. ビビ・オルニティア) — загадочный маленький человечек, предрасположенный к чёрной магии и, как выясняется позже, прототип боевых Черных Магов;
- Адельберт Штайнер (яп. アデルバート・スタイナー) — капитан военного подразделения «Рыцари Плутона», а также охранник замка Александрии и лично принцессы Гарнет;
- Фрея Кресцент (яп. フライヤ・クレセント) — рыцарь-драгун из города Бурмеция;
- Квина Квин (яп. クイナ・クゥエン) — представитель расы ку-а-лардж, отправленный в путешествие мастером Ку для изучения кулинарных рецептов разных стран;
- Эйко Кэрол (яп. エーコ・キャルオル) — шестилетняя девочка, живущая в деревне Мадайн Сари, руинах древней столицы призывателей, последняя из рода призывателей эйдолонов, не считая Даггер;
- Амарант Корал (яп. サラマンダー・コーラル) — мрачный охотник за головами, ударившийся в преступность после обвинения в воровстве, которое на самом деле совершил Зидан.

Важными персонажами также являются:
- Регент Сид Фабул IX (яп. シド・ファブールIX世) — харизматичный лидер королевства Линдблюм;
- Брана (яп. ブラネ・ラザ・アレクサンドロス16世) — деспотичная королева Александрии, приёмная мать Гарнет;
- Генерал Беатрис (яп. ベアトリクス) — брутальная главнокомандующая женщин-рыцарей Александрии;
- Гарланд (яп. ガーランド) — искусственный человек, владыка Терры;
- Куджа (яп. クジャ) — главный антагонист игры.

Также в игре присутствует множество второстепенных персонажей, которые тоже оказывают определённое влияние на сюжет.
Во время разработки авторы уделяли большое внимание именно персонажам. Возвращение к корням сильно сказалось на них, внешний вид приобрёл оттенок комичности. Уэмацу говорил по этому поводу, что для достижения комичности сильно пришлось пожертвовать реалистичностью. В связи с этим разработчики особенно тщательно старались проработать героев, так как опасались, что фанатам, привыкшим к реализму Final Fantasy VIII, такая трактовка может не понравиться.

### Сюжет
История Final Fantasy IX начинается с того, что Зидан вместе с «театральной труппой» Танталус похищает принцессу Гарнет на праздновании её шестнадцатилетия. В ходе похищения выясняется, что принцесса сама собиралась сбежать из дома и отправиться в Линдблюм к регенту Сиду. Но театральный воздушный корабль, Прима Виста, повреждённый во время побега из Александрии, падает и разбивается в зловещем лесу. После чего Зидан на время покидает свою банду и вместе с Гарнет отправляется в Линдблюм, сопровождаемый также Виви и Штайнером, которые находились рядом с самого начала похищения. В ходе путешествия принцесса Гарнет берёт себе кличку «Даггер» (кинжал) и пытается слиться с простым народом. Партия попадает на фабрику по производству чёрных магов, которые производятся для нужд армии Александрии. Королева отправляет троих самых сильных чёрных магов для того, чтобы те вернули Гарнет, но безуспешно. В Линдблюме Зидан встречает старую подругу Фрею и участвует в ежегодном чемпионате по охоте на монстров. Регент Сид, по ревности превращённый своей женой в оглопа, принимает партию. Выясняется, что это именно он нанял бандитов Танталуса для похищения, так как был взволнован возрастающей агрессией королевы Браны. Неожиданно герои узнают, что Бурмеция (соседнее королевство) была атакована александрийской армией. Даггер и Штайнер отправляются в Александрию для того, чтобы отговорить королеву вести войну. А Зидан, Виви и Фрея берут курс на Бурмецию. Здесь они встречают королеву Брану, Беатрис и помогающую александрийцам в войне странную личность — Куджу.
Даггер и Штайнер благополучно добираются до Александрии, но королева Брана отказывается от прекращения военных действий, она извлекает из тела принцессы эйдолонов и атакует с их помощью королевство Клейра. Зидан, Фрея и Виви после посещения Клейры отправляются в Александрию, спасают Даггер и вместе с ней отступают в подвергшийся нападению Линдблюм. Регент Сид рассказывает героям, что за всеми злодеяниями Браны стоит поставщик оружия, тот самый человек по имени Куджа. Партия по подземному туннелю отправляется на Внешний континент, где предположительно находится штаб-квартира злодея. По пути к группе присоединяется новый персонаж — Квина. Дорога сводит героев с шестилетней девочкой Эйко, которая живёт одна в деревне-руинах Мадайн Сари и является последней выжившей представительницей своей расы. Партия проникает в Дерево Иифы и уничтожает источник распространения злого тумана. Также выясняется, что туман использовался Куджей для сотворения армии чёрных магов. По возвращении в Мадайн Сари происходит стычка с наёмным убийцей Амарантом, которого наняла Брана для захвата Даггер, он вскоре тоже присоединяется к партии по своим личным причинам. Даггер постепенно начинает понимать, что она тоже относится к расе вызывателей, и родом она тоже из Мадайн Сари. Вблизи Дерева Иифы королева Брана разворачивает свой флот против Куджи и атакует его мощнейшим эйдолоном Багамутом. Но Куджа с помощью огромного воздушного корабля берёт власть над Багамутом, убивает Брану и уничтожает её флот.

Штурм Александрии. Сражение Багамута с Александром

Партия возвращается в Александрию, и Гарнет становится королевой. Спустя некоторое время Куджа атакует Александрию с помощью Багамута, Эйко и Гарнет для защиты города вызывают легендарного эйдолона Александра. Куджа пытается взять контроль и над Александром, но ему мешает загадочный старик по имени Гарланд, который уничтожает эйдолона и бо́льшую часть поселения. Кудже нужны сильные эйдолоны для победы над Гарландом, и он концентрирует своё внимание на Эйко. Герои отправляются в пустынное убежище Куджи, но тот их обманывает и вместе с девочкой сбегает. Во время извлечения эйдолонов карманный мугл Эйко Мог впадает в транс и превращается в свою реальную форму — эйдолона Мадин, прерывая таким образом процесс. Злодей при этом покидает место действия и отправляется продолжать противостояние с Гарландом. Партия спасает Эйко и находит Хильду, которая превращает Сида обратно в человека — теперь он может закончить строительство летающего корабля, работающего без действия тумана. С благословения Хильды партия преследует Куджу в Терре, загадочном параллельном мире, проникновение в который стало возможным благодаря открытию межпространственного портала. В терранском городе Бран Бал выясняется, что Гарланд был создан терранцами для соединения двух миров Терры и Геи, так как первый находился на грани полного вымирания. Гарланд создал геномов, которые в определённое время должны были стать носителями душ терранцев. И существование дерева Иифы, и феномен Тумана, и уничтожение эйдолонов — всё это было подчинено одной цели, даже действия Зидана и Куджи были предрешены заранее. Куджа, тем не менее, собирает необходимое количество душ и впадает в транс. Обретя силу, он лишает Гарланда жизни, но тот перед смертью успевает рассказать об ограниченности жизни Куджи и о том, что в будущем Зидан должен был перенять его функции на себя. В ярости злодей уничтожает Терру, герои же тем временем спасают геномов и возвращаются в Гею.
По возвращении выясняется, что туман теперь окутывает весь мир. Объединившись с силами Бурмеции, Линдблюма и Александрии, герои отправляются в Дерево Иифы, откуда телепортируются в мир сновидений под названием Мемория. Дух Гарланда проводит партию к Кудже, который после поражения разрушает кристалл жизни и активирует Некрона — абсолютное зло, стремящееся уничтожить всё живое. Победа над Некроном приводит к разрушению Мемории и Дерева Иифы, Куджа использует остатки своих сил, чтобы спасти героев, Зидан бросается ему на помощь и оказывается погребённым вместе с ним.
Спустя некоторое время Александрия отстраивается, и труппа Танталус выступает перед королевой Гарнет. Во время представления один из актёров снимает свою мантию и оказывается Зиданом. В финальном ролике демонстрируется встреча Зидана и Гарнет. В других сценах показывают выживших клонов Виви; Штайнер и Биатрис возвращаются к старой работе стражниками; Эйко удочеряется регентом Сидом и Хильдой; Фрея воссоединяется со своей давней любовью — Сером Фрэтли; а Квина обосновывается на кухне замка Александрии.

## Графика
Final Fantasy IX создавалась в поздний период эпохи 32/64-разрядных игровых систем, и компания Square к этому времени на PlayStation выпустила более двух десятков игр, поэтому разработчики, отвечавшие за производительность и быстродействие, отлично понимали технические возможности консоли и в отношении визуализации смогли добиться поистине высоких результатов. В целом движок остался таким же, как в Final Fantasy VIII: путешествия по мировой карте и сражения по-прежнему полностью выполнены в 3D и отображаются в виде триметрической проекции, в то время как внутри игровых локаций (городов, пещер, подземелий и т. д.) трёхмерные фигуры персонажей перемещаются на фоне пререндерных двухмерных изображений. Изменениям подверглось общее качество прорисовки текстур и детализация объёмных объектов, количество полигонов персонажей, в частности, увеличилось почти в два раза. Кинематографические сюжетные вставки по-прежнему выполнены с использованием технологии полностью подвижного видео.

## Разработка и релиз
Компания Square начала работу над Final Fantasy IX ещё до выхода её предшественницы — Final Fantasy VIII. Так как многие сотрудники проживали не в Японии, а в Соединённых Штатах, в виде компромисса местом разработки был выбран город Гонолулу (Гавайские острова). Игра была последней в своей серии на PlayStation, поэтому Хиронобу Сакагути хотел отразить в ней все лучшие моменты из предыдущих частей. Final Fantasy IX называют любимой игрой Сакагути, он говорил, что эта игра «близка к идеальной Final Fantasy». Главной причиной введения коренных изменений послужило желание привлечения к серии новых фанатов и разработчиков. Стремление сделать общедоступный понятный сюжет с глубокой проработкой персонажей вылилось в создание системы «Событий в реальном времени». На начальной стадии проектирования разработчики не хотели называть игру «Final Fantasy IX», потому что боялись, что отступление от реализма Final Fantasy VII и Final Fantasy VIII может оттолкнуть многих старых поклонников. Такая политика заставила общественность думать, что новый проект будет лишь «побочной игрой» великого сериала. И лишь в 1999 году Square официально подтвердила, что игра будет называться именно «Final Fantasy IX», а представлена будет уже в 2000 году как полноценное продолжение «последней фантазии». Перед выпуском разработчики долго настраивали и тестировали игру, концовка, например, изменялась семь раз.
В Японии Final Fantasy IX была издана 7 июля 2000 года, и сразу после этого началась английская локализация, которой занялось дочернее подразделение Square EA, возникшее в результате сотрудничества с компанией Electronic Arts. Презентация североамериканской версии Final Fantasy IX состоялась уже 7 октября в одном из торговых центров Сан-Франциско, но официальный релиз в Северной Америке был искусственно задержан до 14 ноября, чтобы не совпасть с выходом игры Dragon Quest VII конкурирующей компании Enix. В день релиза был организован грандиозный праздник: специально к нему ограниченным тиражом были выпущены подарочные сувениры, а некоторые фанаты для такого события облачились в костюмы любимых героев. В Канаде первое время выпускались бракованные копии Final Fantasy IX (без англоязычного технического руководства), но после выяснения этого факта компания Square наполнила канадские склады дополнительными английскими инструкциями буквально за несколько дней. Активное продвижение игры было организовано и после релиза. Начиная с 4 марта 2000 года, персонажи Final Fantasy IX активно использовались в рекламных роликах компании «Coca-Cola», фигурки некоторых персонажей были также использованы как призы в их маркетинговой компании. В этом же году игровой портал IGN награждал участников своих конкурсов куклами и статуэтками из «последней фантазии».
Final Fantasy IX стала основой для создания интерактивного интернет-портала «PlayOnline». Изначально эта служба создавалась компанией Square для обслуживания будущей онлайн-игры Final Fantasy X, но компания забросила этот проект, вошедший в список GameSpy «5 тупейших событий в игровой индустрии», а сайт отдала в распоряжение Final Fantasy IX. Дочерние подразделения «BradyGames» и «Piggyback Interactive» разработали полные гиды по игре, и каждый человек, купивший официальное отпечатанное издание гида, мог войти на сайт и посмотреть интересные факты, секреты и другую информацию по игре. В своё время это вызвало ярость среди фанатов, так как гид стоил достаточно дорого, а узнать секреты хотелось многим.
31 декабря 2015 года состоялся анонс переиздания Final Fantasy IX для платформ Windows, iOS и Android. Главными особенностями станут: высокое разрешение, улучшенный интерфейс, список достижений, автосохранения, режим "высокой скорости" и т.д. Релиз состоялся 9 февраля 2016 года.

## Музыкальное сопровождение

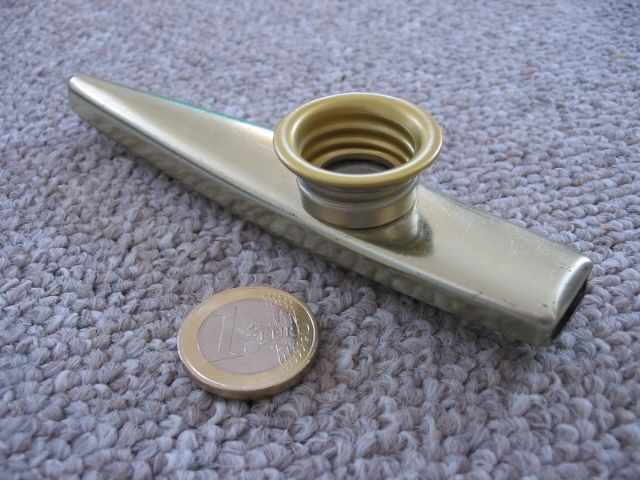
Казу — редкий духовой инструмент, использовавшийся при написании саундтрека

Музыка к Final Fantasy IX была написана композитором Нобуо Уэмацу, она стала его последней эксклюзивной работой для «последней фантазии». В интервью Уэмацу говорил, что создать саундтрек для игры достаточно просто, необходимо написать восемь композиций для каждого из персонажей, будоражащую тему битвы, печальную мелодию, тему внезапной опасности и ещё около десяти других треков. Тем не менее, за работой он провёл целый год, сочинив и записав около 160 мелодий, 140 из которых были использованы в игре.
Композитор сочинял музыку на пианино двумя абсолютно разными способами: «Чаще всего я писал звуковой ряд под конкретные сцены в игре, но иногда и сценаристу приходилось подгонять игровые события под уже написанную мной музыку». Уэмацу говорил, что в Final Fantasy VII и Final Fantasy VIII главной задачей было — передать реализм происходящего, но Final Fantasy IX — это, прежде всего, фантазия, и вставлять в неё много серьёзных мелодий было бы глупо, главенствовать должны более весёлые треки. Весь саундтрек был написан под влиянием средневековой музыки. Чтобы набраться вдохновения, Уэмацу специально совершил путешествие по Европе, посмотрел старые замки Германии и другие древности тех времён. Но писать музыку в чистом средневековом стиле он не стал, так как посчитал, что она внесёт только «дисбаланс» и будет «скучной». Во время записи помимо обычных классических инструментов использовались и достаточно редкие, такие как казу и цимбалы. Также Уэмацу включил в игру некоторые мотивы из предыдущих частей, такие, например, как тема Вулкана Гулуг из первой части, тема Пандемониума из второй или тема «Rufus Welcoming Ceremony» из седьмой.
Уэмацу не раз говорил, что Final Fantasy IX — его любимая работа. Оригинальный саундтрек к игре содержал 110 звуковых дорожек. На вышедший позднее диск под названием «Final Fantasy IX Original Soundtrack PLUS» были включены ещё 42 трека, которые изначально не попали в оригинальный набор. Также как и в Final Fantasy VIII и Final Fantasy X, в Final Fantasy IX присутствует главная тема — баллада «Melodies of Life». Музыку к ней сочинил Нобуо Уэмацу, слова написали Хироюки Ито (на японском языке) и Александр О. Смит (на английском), а исполнила известная японская певица Эмико Сиратори. Японский вариант песни звучал также на японской премьере игры, а английский вариант — на североамериканской и европейской премьерах.

## Отзывы и критика
| Сводный рейтинг                           | Сводный рейтинг                                                                                       |
| Агрегатор                                 | Оценка                                                                                                |
| ----------------------------------------- | --- |
| GameRankings                              | - PS: 92,72 % - NS: 78,80 %                                                                           |
| Metacritic                                | 94 % (22 обзора)                                                                                      |
| Иноязычные издания                        | |
| Издание                                   | Оценка                                                                                                |
| Edge                                      | 8 из 10                                                                                               |
| Famitsu                                   | 38 из 40                                                                                              |
| Game Informer                             | 9,75 из 10                                                                                            |
| GamePro                                   | [ 64 ]                                                                                                |
| GameSpot                                  | 8,5 из 10                                                                                             |
| IGN                                       | 9,2 из 10                                                                                             |
| Русскоязычные издания                     | |
| Издание                                   | Оценка                                                                                                |
| OPM Russia                                | 8,3/10                                                                                                |
| Награды                                   | |
| Издание                                   | Награда                                                                                               |
| 4th Annual Interactive Achievement Awards | - Консольная ролевая игра года - Выдающееся достижение в режиссуре - Выдающееся достижение в анимации |
| 6th Annual Golden Satellite Awards        | Лучший интерактивный продукт                                                                          |

Несмотря на то, что Final Fantasy IX некоторое время была лидером продаж, в Японии и Северной Америке она уже не продавалась так же хорошо как Final Fantasy VII и Final Fantasy VIII. К моменту 31 марта 2003 года по всему миру было продано 5,08 млн копий игры. В списке лучших игр всех времён она заняла 24-е место среди читателей японского журнала Famitsu и 42-е место среди посетителей интернет-сайта GameFAQs. Оценочным ресурсом Metacritic игре была дана оценка в 94 %, что явилось лучшим показателем среди всех Final Fantasy на этом сайте. Летом 2018 года, благодаря уязвимости в защите Steam Web API, стало известно, что точное количество пользователей сервиса Steam, которые играли в игру хотя бы один раз, составляет 333 922 человека.
Обзоры игры, в целом, носили скорее положительный характер, критики хвалили графику и традиционные ностальгические элементы. Все обозреватели сошлись во мнении, что сильными сторонами игры являются геймплей, проработка персонажей и визуальные эффекты. Изданию GameSpot не понравилась боевая система, в которой персонажи, по их мнению, недостаточно взаимодействуют друг с другом и с противником. IGN указал на то, что бои слишком затянуты, а однообразные битвы быстро надоедают; сайт RPGFan раскритиковал систему «транса», который на самом деле не оказывает реальной помощи в битвах с сильными противниками.
Персонажи и графика получили только положительные отзывы. Несмотря на то, что стилистика героев сильно отличается от других частей Final Fantasy, сайт IGN посчитал их весьма приятными и симпатичными. GameSpot подметил, что в диалогах и поведении персонажей заложено много юмора. По поводу новой системы «Событий в реальном времени» IGN заключил, что она помогла сильнее проникнуться характерами и эмоциями героев. Сильно деформированный внешний облик персонажей, существенно изменённых в пользу «мультяшности» и «комичности», был признан отлично прорисованным и анимированным. Похвалы также удостоились доведённые художниками «до блеска» задние планы и анимация персонажей, которые превосходно друг с другом сочетаются.
С другой стороны, многим критикам не понравился сюжет, во многом основанный на предыдущих Final Fantasy и многих других играх подобного жанра. Некоторые элементы, такие как агрессивные королевства и загадочные злодеи, в избытке встречаются в прошлых частях и попросту надоели. GameSpot посчитал, что главный злодей выглядит наименее угрожающим из всех предыдущих, IGN, в свою очередь, отметил, что он явил собой смешание черт других злодеев серии. Неоднозначного мнения удостоилось и звуковое сопровождение игры. Некоторые обозреватели, такие как RPGFan, нашли звуковые эффекты и музыку «невдохновляющими, скучными и раздражительными», IGN и GameSpot посчитали запоминающимися только пригоршню треков, в то время как издание GamePro на похвалу не скупилось, говоря, что саундтрек «проводит эмоции игрока по сюжету, от битв… к комедии». Сдержанной критике подвергся композитор Нобуо Уэмацу за то, что скатился к повторению и упрощению ранее сочинённых музыкальных тем, однако подобная тенденция была оправдана стремлением вызвать ностальгические чувства у фанатов ранних Final Fantasy. Негативных отзывов удостоилось руководство к игре, которое для получения необходимой информации вынуждало людей регистрироваться на соответствующем сайте. Жесточайшей критике подверглась встроенная карточная игра Tetra Master, которая, по мнению издания GameSpot, стала лишь жалким подобием игры Triple Triad из Final Fantasy VIII.